# Dérive fatale

Dérive fatale (Christmas Rush) est un téléfilm de Noël américain réalisé par Doublas Cheney, diffusé en 2002.

## Synopsis
Cornelius Morgan est un policier suspendu à la suite de quelques soucis lors d'une intervention. Un peu sur les nerfs, il se dispute avec sa femme et ils se séparent fâchés. Mais bien décidé à rattraper le coup, afin de passer un bon réveillon en famille, il se précipite dans le grand centre commercial où elle travaille. C'est là qu'il surprend un malfrat soi-disant rangé, avec quelques hommes de main, bien décidés à s'emparer du coffre du centre commercial. Cornelius va bien-sûr tout faire pour faire échouer leurs projets.

## Fiche technique
- Titre original : Christmas Rush
- Titre alternatif français : Christmas Rush (diffusion sur D17)
- Réalisation : Charles Robert Carner
- Scénario : Charles Robert Carner
- Photographie : Michael Goi
- Musique : Louis Febre
- Pays : États-Unis
- Durée : 110 min

## Distribution
- Dean Cain : Cornelius Morgan
- Erika Eleniak : Cat Morgan
- Eric Roberts : Jimmy Scalzetti
- Roman Podhora : Rich
- Rothaford Gray : Rashid Buckley
- Chris Benson : Al Quigley
- Larry Mannell : Eric Norman
- Jack Wallace : Père Noël
- Angelo Tsarouchas : Joyner
- Bernard Browne : Wayne Uglesich
- Santino Buda : Simulus
- Aleks Paunovic : Petrovich
- Ed Sutton : Shanahan
- Tommy Chang : Phan Wu
- Vince Crestejo : M. Wong